# Килико, Джино
Джино Килико OC (англ. Gino Quilico) — канадский оперный певец конца XX и начала XXI века, баритон. Сын Луи Килико.

## Биография
Джино Килико родился в Нью-Йорке в семье канадского баритона Луи Килико и пианистки и педагога Лины Пиццолонго. Петь начал только в двадцатилетнем возрасте, в 1978 году окончил оперное отделение Торонтского университета, где среди его учителей были отец и мать.
Дебютировал в 1977 году на сцене музыкального театра COMUS (Торонто) в роли Гобино в опере «Медиум» Джанкарло Менотти. В следующем году пел в постановках «Свадьбы Фигаро», «Кармен» и «Симона Бокканегры» Канадской оперы и в постановке «Волшебной флейты» в Милуоки. В «Симоне Бокканегре» он в роли Паоло пел вместе с отцом, исполнявшим заглавную партию.
С 1979 года Джино начинает трехлетний курс обучения в École d'art lyrique при Парижской опере. В 1980 году он впервые появляется на сцене Опера-Комик в «Наследнице» Дамаса, а в 1983 году на сцене «Ковент-Гардена» в роли Валентина («Фауст»). В том же году он впервые поет в Монреальской опере (Леско в опере «Манон» Массне). В 1987 году состоялся дебют Джино Килико в Метрополитен-Опере, также с партией Леско, а позже в том же году они пели в этой опере на сцене Метрополитен-Оперы вдвоем с отцом, что стало первым таким случаем в истории этого театра. В 1991 году Килико-сын поет в Метрополитен-Опере с Терезой Стратас в премьере «Призраков Версаля» Корильяно, а в 1997 году исполняет там партию Эскамильо в «Кармен» с Пласидо Доминго.
В 1988 году Канадский музыкальный совет признал Джино Килико «исполнителем года», а в 1990 году он стал Послом доброй воли при комиссаре ООН по делам беженцев. В 1992 году он поет партию Марчелло («Богема») на сцене «Ла Скалы». В 1993 году он произведен в офицеры ордена Канады. В 1995 году он участвовал в записи «Троянцев» Берлиоза с Монреальской оперой, став на следующий год лауреатом «Грэмми». Его диск Noel, записанный в 2003 году, разошёлся более чем 50-тысячным тиражом, став золотым.
Помимо радио- и телепостановок, Килико снялся в двух музыкальных кинофильмах: «Орфей» (1985) и «Богема» (1988) .

## Исполнительская манера
В начале карьеры Джино Килико, обладатель мягкого лирического баритона и выразительной актерской манеры, исполнял в первую очередь партии итальянского и французского репертуара, такие, как Эскамильо, Марчелло, Леско, Фигаро («Севильский цирюльник»), дон Жуан (в одноименной опере Моцарта) и Сильвио («Паяцы»). Позже он начал браться и за более серьёзные партии, в частности, Яго («Отелло») и Евгения Онегина в одноименной опере Чайковского.
Репертуар Килико не ограничивается оперой: в Канаде певец с успехом выступал в мюзиклах «Нотр-Дам де Пари» (партия Квазимодо) и «Отверженные» (партия Жана Вальжана).